# Disputa por la posesión de Magacela y su castillo
El pueblo de Magacela, que se formó rodeando el castillo y bajando de cota respecto a él según crecía, es un municipio español, perteneciente a la provincia de Badajoz (comunidad autónoma de Extremadura). Se encuentra en la vertiente oriental de la sierra del mismo nombre que, orientada Noroeste-Sureste, emerge en la llanura de la zona noroeste de la comarca de La Serena.
Debido a su situación estratégica para frenar al ejército árabe proveniente del sur y, siglos más adelante, al portugués procedente del oeste ya que está muy cerca de la frontera con Portugal, su posesión fue muy disputada, tanto en el campo de batalla como en los debates entre Órdenes militares, la corona y los enemigos de ambos. Junto a otros pueblos con defensas militares formaban un frente bien situado en vanguardia para frenar el ataque de sus enemigos así como para acometer las operaciones de despliegue hacia el sur con el fin de expulsar al enemigo árabe.

## Primeros años confusos
La historia de los primeros tiempos de este emplazamiento están confusos para casi todos los historiadores pues hay varias versiones. Desde los orígenes de la fortaleza, los íberos o iberos hicieron frente a los  romanos resguardados por sus  muros ciclópeos. Algunos autores defienden la hipótesis de que las tropas de Viriato se hicieron fuertes en Magacela y observaban desde su privilegiada atalaya cualquier movimiento de las tropas romanas a muchos kilómetros de distancia, hasta que en el siglo II a. C. las tropas romanas del  General Cepión —año 139 a. C.— tomaron Magacela y pasaron a dominar gran parte del territorio alrededor de la fortaleza. Esta época, así como la  visigoda, son las menos estudiadas por falta de referencias escritas verosímiles ya que estas se limitan a unos cuantos restos arqueológicos.

### Procedencia del nombre de Magacela.

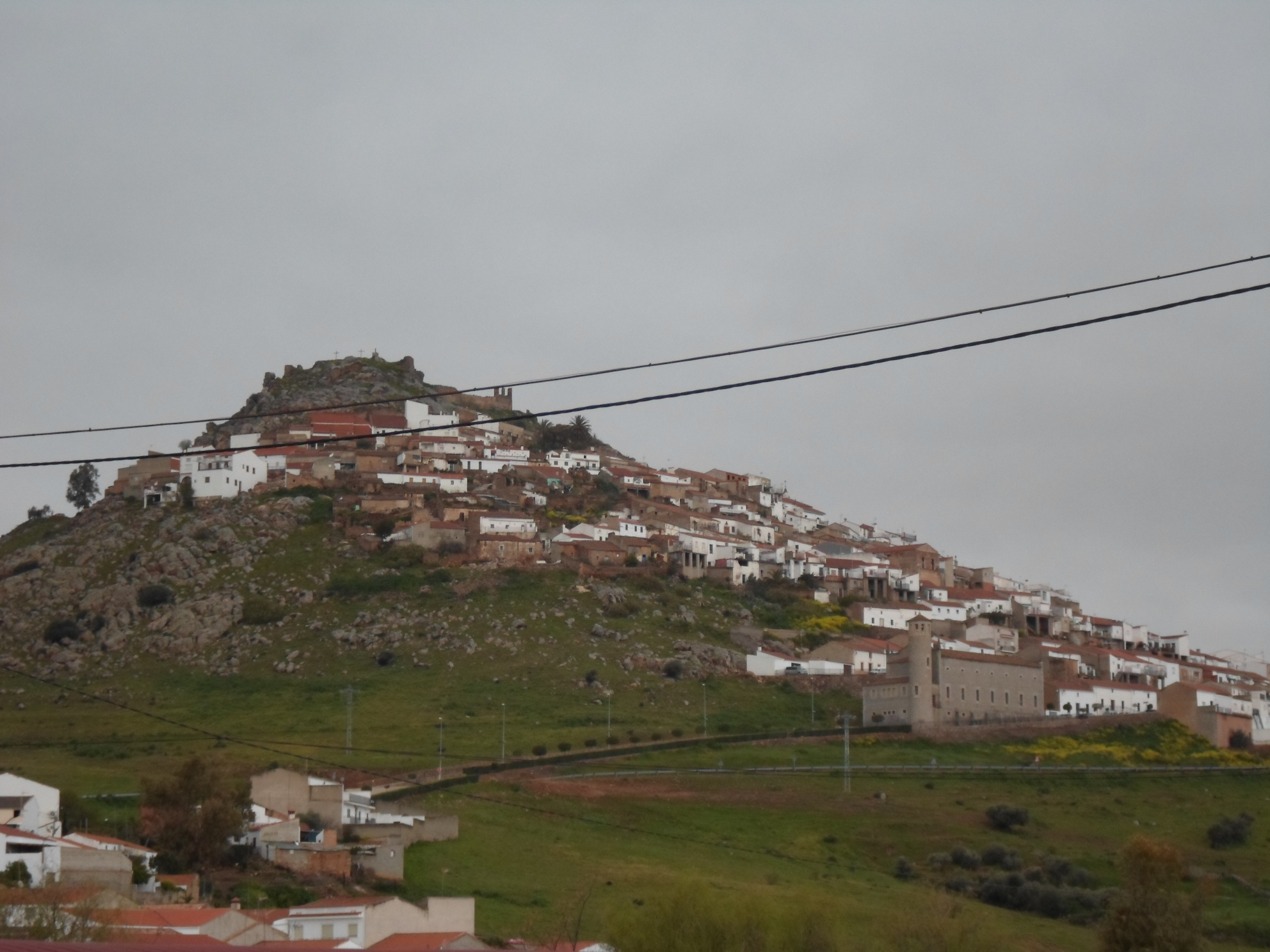
Pueblo de Magacela y el castillo en la cima

Los historiadores identifican Magacela con la «Arsa turdetana», con «Astyla» y con las «Arias» y «Consolatia» romanas pero ninguno de ellos aporta datos fiables al respecto. Por otro lado la «Umm Gazala» árabe, era la población asentada en lo más alto del cerro, y la primera palabra, «Umm», de su topónimo, es el mismo indicativo para las principales ciudades del territorio hispano-musulmán. Las diferencias entre historiadores se hacen más patentes cuando se le quiere dar un nombre a este primitivo asentamiento y le otorgan otros apelativos como el latino «Magna Cella» (Gran Despensa) debido a la riqueza en cereales de las llanuras que rodean el cerro; también el de «Magalia Quondam» (Chozo o Refugio de Pastores). Hoy en día los estudiosos del tema se ponen de acuerdo y no dudan en identificar Umm Gazala (Gran Madre o Casa Grande o Segura) como la población que dio nombre a Magacela. Otra cosa es ponerse de acuerdo en el itinerario seguido por los diferentes nombres hasta llegar a la actual Magacela. El término Umm Gazala, según Manuel Terrón Albarrán evolucionó de la siguiente manera: Umm Gazala, Ummagazala, Magazala, Magazela y actualmente escrito: Magacela.
También tiene el nombre de Magacela una historia de leyenda de una princesa mora que con una expresión suya dio nombre a Magacela. Dice así:

«...La princesa mora que lo habitaba había comido opíparamente, y hubo de dejar los postres ante el estruendoso aparato de guerra de los cristianos, que ya asomaban por almenas y portillos, dándose muerta a la vez que exclamaba: “Amarga cena, amarga cena para mi”. De ahí vino Malgacena y de ahí pasóse a como la conocemos
...»

### Época almohade y de sus sucesores, los cristianos.
Al contrario de lo que ocurría en época anteriores, son numerosas las referencias históricas y los testimonios que existen con la llegada de los almohades, —en lengua árabe: Al-Muwahhidun, «los que reconocen la unidad de Dios», o Banu Abd al-Mumin—, una dinastía árabe de origen  bereber. Algún estudioso los identifique como marroquí, que dominaron el norte de África y el sur de la península ibérica desde 1147 a 1269. También hay datos históricos de la llegada de sus sucesores y enemigos, los cristianos.
A finales del siglo XII, estos almohades se hacían fuertes al abrigo de los muros de su fortaleza de Magacela defendiendo la plaza hasta 1232 cuando: 

«... el Maestre D. Arias Pérez, que habiendo tomado por armas la Ciudad de Truxillo, dejando buen presidio de gente en su guarda, con quinientos Caballos y muchos Infantes, pasó adelante con ánimo de conquistar algunos Castillos y Villas de el Partido que hoy llaman de La Serena. El primero que rindio (a lo que yo puedo entender por buenas conjeturas) fue el de Mojafar ... de alli pasó sobre Magacela, que dos leguas distante en lo más empinado de un levantado monte tiene su aliento. Llego, asediola, y á los primeros asaltos reconocio las pocas fuerzas de los que la defendian; continuólos el Maestre, y no pudiendo sufrirlos la rindieron junto con el Castillo que ya otra vez habian sido ganados por el Rey de Leon, y vuelto á perderse, como dice Francisco de Rades»

Según relato de Fray Alonso Torres Tapia la toma de Magacela que se llevó a cabo durante el reinado de  Fernando III.
Sin embargo no fue esta la última batalla por la posesión de Magacela. Hubo varias alternativas en la posesión por unas u otras fuerzas ya que después de los hechos anteriores, los cristianos volvieron a perder Magacela como lo describe Fray Francisco de Rades y Andrada en la «Chronica de las tres Ordenes y Caballerias de Santiago, Calatrava y Alcantara...»

«Despues el año siguiente el Maestre junto hasta quinientos de cavallo y muchos peones, con los cuales entro en una parte de Estremadura que aun estaba en poder de Moros, y gano por fuerça de armas la villa de Magazela con su castillo, la qual antes avia sido ganada por el Rey de Leon, y avia buelto otra vez a poder de Moros»

El propio Fray Francisco de Rades y Andrada insiste sobre el asunto diciendo: 

...ésta no fue la primera incursión de las tropas cristianas en Magacela ya que la fortaleza fue tomada durante una campaña militar anterior perdiéndose, de nuevo, en manos almohades...»

Pero hay otras fuentes árabes que no están de acuerdo con las anteriores afirmaciones en las que se dice que Magacela fue tomada por las armas pues, como indica Terrón Albarrán, los cronistas árabes se expresan de la siguiente manera:

...que hablan de ocupación por armas, las crónicas árabes aportan una visión muy diferente de la primera conquista de la fortaleza, pues el Bayân y el Anónimo de Madrid aseguran que el castillo fue evacuado por los almohades antes de que llegase la ofensiva del rey Alfonso VIII...

salvando de esta forma el honor de sus correligionarios negando que hubiesen perdido Magacela como consecuencia de una contienda.
Estuvo Magacela, como antes se indicaba, en manos almohades y cristianas alternativamente, hasta la toma definitiva por los cristianos por los ejércitos de  Fernando III. Sin embargo, también hay ligeras discrepancias entre los historiadores españoles de aquella época en cuanto a la fecha de la toma definitiva del Castillo de Magacela apoyándose el historiador Agúndez en que Mélida aporta un privilegio de Fernando III fechado en mayo de ese mismo año, si bien las diferencias son de dos o tres años. Se puede constatar este asunto siguiendo los escritos de Antonio Agúndez que fecha la toma definitiva en febrero de 1235.

### Intercambio entre las Órdenes de Alcántara y Calatrava.
El rey  Fernando III donó Magacela el día 24 de abril de 1234 a la Orden de Alcántara a cambio de Trujillo constituyéndose en encomienda y sirviendo como base para la repoblación de La Serena. Este cambio quedó plasmado en una carta fechada en Zamora el 24 de abril de 1234 y que dice así:

«Por el presente escrito [...] yo, Fernando, por la gracia de Dios, rey de Castilla y de Toledo, de León y de Galicia [...] expido carta de donación, concesión confirmación y estabilidad que tenga validez perpetua ante Dios y la Orden de Alcántara y de Pereiro y ante vos, el señor Pedro Yánez, actual Maestre de la misma, y ante vuestros sucesores y el convento de los hermanos que allí mismo continúen. Así pues os doy y os concedo Magacela,villa que está al otro lado del río Guadiana, con su castillo y con todos sus términos, pertenencias y directorios para que la tengáis con derecho hereditario y la poseáis irrevocablemente para siempre [...] Y vos y todo vuestro Convento de Alcántara y de Pereiro me quitáis toda palabra, toda demanda, todo derecho y toda la jurisdicción que tengáis sobre Trujillo [...]».